# Гийом дьо Шамплит
Гийом I дьо Шамплит (на френски: Guillaume de Champlitte; * 1160, † 1209, Пулия, Италия) е френски рицар, участник в Четвъртия кръстоносен поход и първи принц на Ахея (1205 – 1209).

## Живот
Гийом дьо Шамплит е втория син на Юд I дьо Шамплит, граф на Дижон и съпругата му Сибила. Дядо му е Юг дьо Блоа, граф на Шампан, участник във Втория кръстоносен поход и един от основателите на Ордена на Тамплиерите. Гийом „взима кръста“ през 1200 г. и заедно с брат си Юд II дьо Шамплит се присъединява към кръстоносците на Балдуин Фландърски и граф Юг дьо Сент Пол. През 1204 г. братът на Гийом – Юд е ранен при обсадата на Константинопол и по-късно умира от раните си.
След създаването на Латинската империя, Гийом дьо Шамплит става васал на солунския владетел Бонифаций Монфератски и през 1205 г. участва заедно с Жофроа I дьо Вилардуен в завладяването на Пелопонес. Гийом дьо Шамплит оглавява армия от рицари, с която завладява южната част на Пелопонес, която му е предоставена като фиеф от сюзерена Бонифаций Монфератски. Във вътрешността на полуострова рицарите се сблъскват със силите на епирския деспот Михаил I Комнин, който е разбит в битката при маслиновата гора в Кундурос. След като гръцката съпротива е преодоляна в края на 1205 г. е създадено кръстоносното Княжяство Ахея, като за негов първи владетел е обявен Гийом дьо Шамплит.
През 1208 г. Гийом научава за смъртта на свой близък роднина във Франция и решава да се завърне в родината си. За свой заместник оставя Жофроа I дьо Вилардуен, който го наследява като втори принц на Ахея. Гийом не успява да пристигне в родината си, а умира по пътя в италианската област Апулия.